# Mauro Gianetti

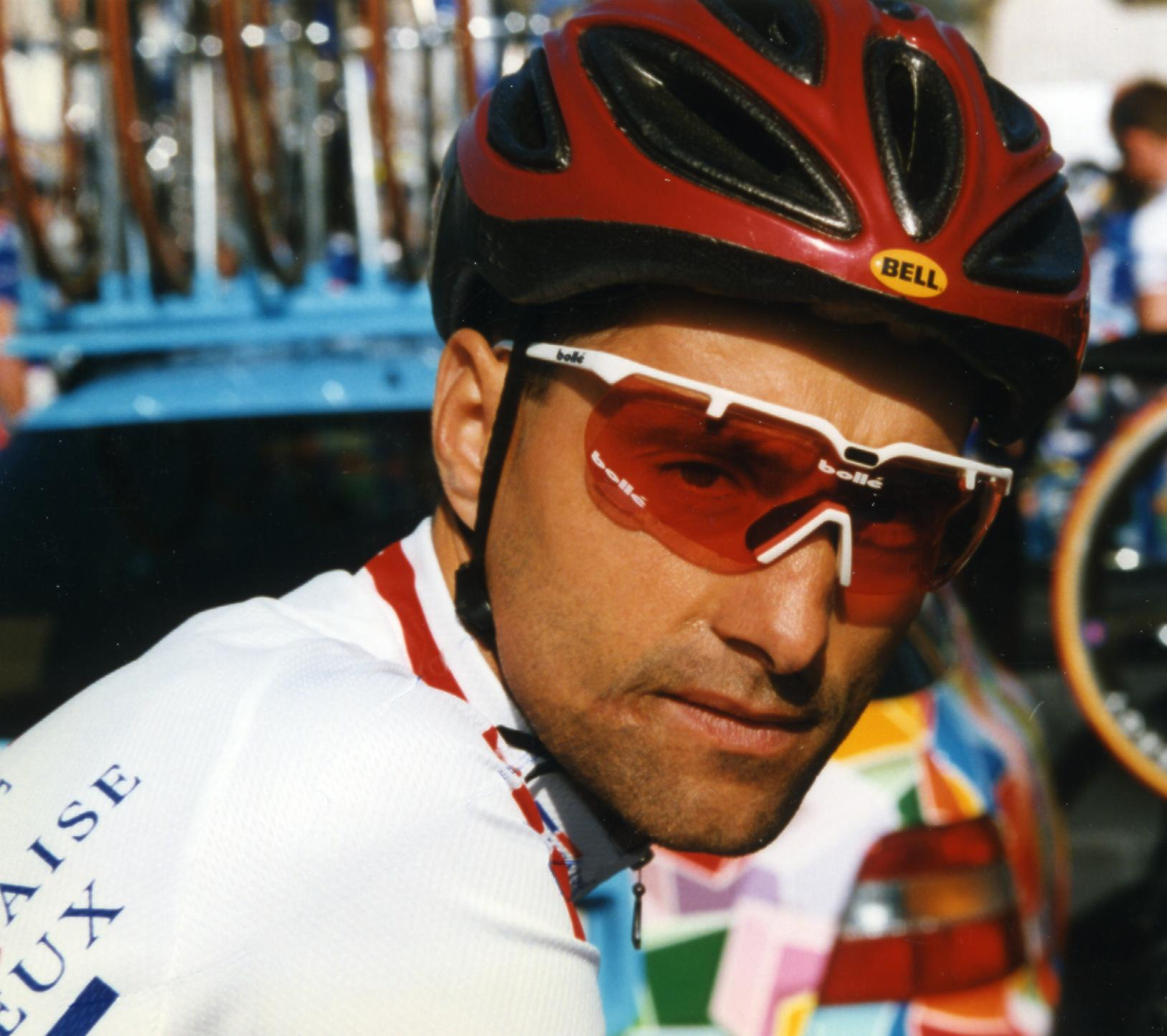
Mauro Gianetti (1997)

Mauro Gianetti (* 16. März 1964 in Lugano) ist ein ehemaliger Schweizer Radrennfahrer und späterer Radsportmanager.

## Karriere
Mauro Gianetti begann 1986 seine Profikarriere. Er war ein Spezialist für Eintagesrennen und gewann 1990 Mailand–Turin und 1995 die Weltcup-Rennen Amstel Gold Race und Lüttich–Bastogne–Lüttich. Zu seinen grössten Erfolgen gehört ein zweiter Platz bei der Strassen-Radweltmeisterschaft 1996 in Lugano hinter Johan Museeuw.
Er war Teilnehmer der Olympischen Sommerspiele 2000 in Sydney. Dort belegte er im Strassenrennen den 53. Rang.
Nach seinem Rücktritt wurde er 2004 Teammanager des UCI ProTeams Saunier Duval-Prodir. Nach dem Rückzug des damaligen Sponsors Lampre vermittelte Gianetti den Kontakt zu Geldgebern aus den Vereinigten Arabischen Emiraten und ist seitdem Teameigner und CEO des UCI WorldTeams UAE Team Emirates, das mit Tadej Pogačar die Tour de France 2020 gewann.
Sowohl als Aktiver wie auch als Manager ist Gianetti umstritten. Als Fahrer wurde ihm vorgeworfen das Dopingmittel Perfluorocarbon verwendet zu haben. Der von Gianetti bestrittene Vorwurf von Ärzten ergab sich als Folge eines Zusammenbruchs bei der Tour de Romandie 1998, nach dem er 10 Tage in einem Lausanner Spital um sein Leben kämpfte. 10 Jahre später war das von ihm gemanagte Team Saunier Duval-Prodir um Riccardo Riccò in verschiedene Dopingskandale verwickelt. Tour-de-France-Direktor Christian Prudhomme sagte über Gianetti: «Der Manager ist ein Mann von schlechtem Ruf.»

## Familie
Der Sohn von Mauro Gianetti, Noé Gianetti, ist ebenfalls ehemaliger Radrennfahrer.

## Teams
- 1986 Cilo-Aufina
- 1987 Paina-Bottecchia
- 1988–1991 Weinmann-La Suisse / Helvetia-La Suisse
- 1992–1993 Festina-Lotus
- 1994 Mapei-Clas
- 1995–1996 Team Polti
- 1997–1998 La Française des Jeux
- 1999–2000 Vini Caldirola
- 2001–2002 Team Coast